# Souleimaniye
Souleimaniye, Souleymanieh ou Sulaymaniya (en kurde : سلێمانی, Silêmanî ; en arabe : السليمانية (as-sulaymāniya)) est la capitale de la province d'As-Sulaymaniya au Kurdistan irakien. Elle a été fondée en 1784 par Ibrahim Paşa, un prince kurde de la famille des Baban
Dans cette ville existent quatre usines de production de cigarettes, de sucre, et de ciment, une université avec ses facultés de médecine, ingénierie, littérature, beaux-arts, économie et gestion, droit et autres ; trois cinémas, cinq théâtres, deux stades, trois piscines. Les moyens de transport sont uniquement routiers. Il y a une dizaine d'hôtels dont deux 4 étoiles, deux parcs, une vingtaine de mosquées, deux églises, et jusqu'aux années 1980, il y avait également une synagogue.
Le climat : d'un hiver assez froid avec de la neige et des températures de l'ordre de −5 °C à −10 °C et d'un été chaud et sec, avec des températures d'environ 35 °C à 40 °C.
Depuis l'année 2005, un aéroport international se trouve près de Bakerageo, qui permet même à présent de gagner le Kurdistan sans faire escale à Bagdad. À ce jour, il existe des liens hebdomadaires entre Souleimaniye et quelques villes d'Europe : Istanbul, Francfort, Munich, Amsterdam et Stockholm.

## Langues parlées
La langue maternelle de la majorité des habitants de Souleimaniye est le kurde sorani mais beaucoup de gens connaissent également l'arabe, qu'ils apprennent à l'école et entendent dans les médias.

## Archéologie
Environ 5 km au sud-ouest de Souleimaniye se trouve le site archéologique de Kunara, découvert et étudié par la Mission archéologique française du Peramagron. Il date d'environ 2200 av. J.-C..

## Histoire

### La capitale des Baban
La ville est fondée en 1784, par le prince kurde Ibrahim Paşa, qui lui donne le nom de son père, Süleyman Paşa. Ibrahim est le prince de la puissante famille des Baban, les chefs d'une tribu qui, tout en acceptant formellement la suzeraineté du sultan ottoman, s'est constitué à partir de la fin du XVIe siècle, un fief important au Kurdistan méridional, aux dépens de l'empire ottoman et de l'empire persan. Au cours du XVIIe siècle, la famille des Baban est devenue tellement puissante que son chef est l'un des rares princes kurdes auxquels les Ottomans accordent le titre de Pacha,.
Les Baban ne sont pas seulement des guerriers, ce sont aussi des bâtisseurs. Ils construisent de nombreuses médresses et des ouvrages d'art, ainsi que la ville de Souleimaniye, qui devient la capitale de la principauté. En 1806, les princes de Baban mèneront la première révolte kurde importante du XIXe siècle contre le sultan ottoman,.

### Chute de météorite
Le 22 août 1888, une météorite s'écrase sur une colline près de la ville, paralysant un homme et en tuant un second. D'après les chercheurs ayant étudié l'évènement, il s'agit du seul cas prouvé de mort d'une personne due à une météorite.

## Personnalités
- Abdel Latif Rachid, né en 1944, président de l'Irak en 2022.
- Barham Salih, président de la république d'Irak de 2018 à 2022.
- Bakhtiar Ali, est un romancier, critique littéraire, essayiste.
- Karzan Kardozi, réalisateur, scénariste et producteur.
- Mastoureh Ardalan, poétesse, historienne et écrivaine.
- Shaswar Abdulwahid, homme d'affaires.